# Duško Tadić
Duško Tadić (1. listopada 1955., Kozarac, Bosna i Hercegovina) bivši je stražar u logorima Omarska i Trnopolje, član Srpske demokratske stranke i član srpske paravojske koja je izvela napade na Prijedor tijekom rata u Bosni i Hercegovini. Znakovit je po tome što je 1997. postao prva osoba osuđena na Međunarodnom sudu za ratne zločine počinjene na području bivše Jugoslavije (ICTY) - osuđen je na 20 godina zatvora.

## Suđenje u Haagu
Tadić je 1994. uhićen u Münchenu, u Njemačkoj, nakon što su ga bosanske izbjeglice identificirale kao njihovog mučitelja. ICTY je pred kraj 1995. izdao prvu optužnicu protiv njega, nakon čega je prebačen u Haag. Suđenje Tadiću počelo je 1996. On sam se izjasnio da "nije kriv" po točkama optužbe a njegovi odvjetnici branili su ga taktikom da je žrtva zamjene identiteta.
ICTY je tijekom suđenja Tadiću po prvi put oblikovao nekoliko prijelomnih stajališta oko sukoba u bivšoj Jugoslaviji. Na zahtjev optuženog da mu Međunarodni sud ne može suditi jer je "rat u BiH bio građanski rat", ICTY je naveo sljedeće:
Također, po prvi put je predstavljeno stajalište da je razlog rata u BiH bio stvaranje "Velike Srbije".

## Presuda
Suđenje je trajalo 79 dana a za tužiteljstvo je svjedočilo sveukupno 86 svjedoka. 1997. ICTY je donio presudu. Tadić je proglašen krivim za sljedeće zločine:
- Hotimično lišavanje života; mučenje ili nečovječno postupanje; hotimično nanošenje velikih patnji ili teških povreda tijela ili zdravlja (teške povrede Ženevskih konvencija iz 1949.)
  - Tijekom napada na Kozarac i okolno područje, sudjelovao je u sakupljanju i prisilnom premještanju civila u zatočeničke logore.
  - Kao dio grupe Srba, udarao je rukama i nogama jednog zatočenika sve dok se ovaj nije onesvijestio, čime je direktno pomagao u ostvaranju zajedničkog nauma te grupe da nanese tešku fizičku patnju pripadnicima druge grupe.
  - Jednom zatočeniku je prijetio nožem, a onda ga je ubo.
- Ubojstvo (zločin protiv čovječnosti i kršenja zakona i običaja ratovanja)
  - Ubio je dvojicu bošnjačkih policajaca u Kozarcu u proljeće 1992.
  - Sudjelovao je u ubojstvu petorice muškaraca u Jaskićima, selu kraj Prijedora.

Osuđen je na 20 godina zatvora i poslan na služenje kazne u Njemačkoj. Tadić je uložio žalbu na svoju presudu, ali je ona odbijena. 2008., nakon dvije trećine odslužene kazne, pušten je na slobodu te je otputovao u Srbiju, pošto je dobio srbijansko državljanstvo.

## Poveznice
- Milomir Stakić
- Momčilo Krajišnik